# شيغيلة زحارية من النمط الحادي عشر
شيغيلة زحارية من النمط الحادي عشر (بالإنجليزية: Shigella dysenteriae type 11)‏ هي نمط بكتيري من أنماط الشيغيلة الزحارية ضمن شعبة المتقلبات.